# جان اونیل
جان اونیل (انگلیسی: John O'Neil; ۴ اکتبر ۱۸۹۸ – ۲۵ مارس ۱۹۵۰) بازیکن راگبی ۱۵ نفره اهل ایالات متحده آمریکا بود.